# Sandro Di Stefano
Sandro Di Stefano (Ceccano, 10 settembre 1969) è un compositore, arrangiatore e direttore d'orchestra italiano.

## Biografia
Si forma presso il Conservatorio Licinio Refice di Frosinone ma consegue il diploma presso il Conservatorio Alfredo Casella dell'Aquila. Nel 1994 risulta vincitore di una borsa di studio presso la scuola di Mogol, il CET, studiando con Stelvio Cipriani. Dopo gli studi e un lungo periodo dedicato al concertismo chitarristico nel mondo, inizia la sua carriera di compositore per il cinema.
Nel 2012 l'incontro con Francesco Calogero e da lì nascono il documentario per Rai Cinema Nella terra del Padrino ed il lungometraggio Seconda primavera.
Nello stesso anno realizza la colonna sonora del film Fantasticherie di un passeggiatore solitario che nel 2015 gli varrà il Premio Miglior Colonna Sonora al Freakemacine-Festival-de-Cine-sci-fi-y-Fantastico e poi nel 2016 il Premio Chioma di Berenice 2016, miglior colonna sonora cinema.
Nel 2017 vince il premio per la Migliore Musica Originale al 42º Gdynia Film Festival, un importante festival cinematografico polacco, per le musiche di L'uomo della scatola magica di Bodo Kox.
Nel 2015 inizia un sodalizio con il regista Giorgio Serafini con il quale realizza tre film in brevissimo tempo Unhinged, Flashburn e The executioners. Questa collaborazione segna l'ingresso ufficiale di Sandro Di Stefano nel cinema americano.
Ha composto musica per multivisioni, documentari, televisione e serialità editoriali per grandi gruppi come L'Espresso e San Paolo Multimedia. Nel 2011 ha composto tutte le musiche originali dell'opera per il Teatro Musicale dedicata alla Beatificazione di Giovanni Paolo II, Lolek, il giovane Wojtyla, edita e prodotta da Paoline Editoriale Audiovisivi. Opera che ha avuto la première mondiale e tre repliche in Lituania eseguite dal Coro e Compagnia della Filarmonica di Kaunas.
Ha composto e arrangiato la musica originale per il progetto commemorativo ufficiale La nave della legalità, dedicato alle figure di Giovanni Falcone e Paolo Borsellino per conto del Centro sperimentale di cinematografia, del Ministero dell'Istruzione e del Ministero della Giustizia.
È celebre il suo arrangiamento per orchestra del brano di Fabrizio De André La canzone dell'amore perduto, interpretato da Mario Lavezzi. Brano inserito, insieme all'intera colonna sonora da lui composta ed arrangiata, per il film Seconda primavera. La versione originale del brano È na Janara, da lui scritto, arrangiato e diretto sui versi di Eugenio Bennato, è stata incisa dallo stesso Bennato con Pietra Montecorvino e inclusa nella colonna sonora del film Janara, interamente composta, arrangiata e diretta da Sandro Di Stefano.
Nel 2006 compone le musiche originali alla multivisione per le Celebrazioni Ufficiali dello Stato per del 60º Anniversario della Costituente della Repubblica Italiana tenutosi presso Montecitorio (Fondazione Camera dei Deputati). Nel 2010 compone le musiche originali alla multivisione per le celebrazioni Ufficiali del Bicentenario su Giuseppe Garibaldi tenutosi presso il Vittoriano in Roma (Unicity s.p.a.).
È l'autore delle musiche originali del progetto di multivisione e museo narrante Il Mondo di Federico II, una produzione multimediale di Cinecittà Luce e Unicity S.p.A. con Remo Girone e Lorenza Indovina, fra gli attori primari. È stato di conseguenza membro del Comitato Scientifico.
Ha diretto e registrato arrangiamenti e brani originali con orchestre di spessore come l'Orchestra della Radio Nazionale Bulgara di Sofia, e la Concertissimo Orchestra presso i MediaPro Studios di Bucarest, incidendo per artisti come Ornella Vanoni, Mario Lavezzi, Eugenio Bennato, Arturo Sandoval, Fabrizio De André e per case discografiche come Sony/Columbia, Warner Chappell, Peer Music, Berben, Paoline Audiovisivi, IGS, Rai Trade.
Attivo nella didattica, ha insegnato presso il Conservatorio di Musica G.F. Ghedini di Cuneo, presso il Cesma di Lugano e presso la scuola di cinema Sentieri Selvaggi, Roma. È stato professore invitato presso il Berklee College of Music di Boston, dipartimento di Composizione. Ha insegnato presso il Centro Sperimentale di Cinematografia, sedi di Milano, L'Aquila e Palermo. È stato ospite della Fondazione Milano Civica Scuola di Cinema "Luchino Visconti" per la conferenza didattica sul suo personale punto di vista musicale nel cinema, dal titolo: La musica che parla, incontro con Sandro Di Stefano.

## Filmografia parziale

### Cinema
- Una vita da sogno, regia di Domenico Costanzo (2013)
- Janara, regia di Roberto Bontà Polito (2014)
- Fantasticherie di un passeggiatore solitario, regia di Paolo Gaudio (2015)
- Seconda Primavera, regia di Francesco Calogero (2016)
- E se mi comprassi una sedia?, regia di Pasquale Falcone (2017)
- Flashburn, regia di Giorgio Serafini (2017)
- L'uomo della scatola magica (Czlowiek z magicznym pudelkiem), regia di Bodo Kox (2017)
- Unhinged, regia di Giorgio Serafini (2018)
- The executioners, regia di Giorgio Serafini (2018)
- Shadow of the wolf, regia di Alberto Gelpi (2018)
- La mia seconda volta, regia di Alberto Gelpi (2019)
- The Tracker, regia di Giorgio Serafini (2019)
- Hard Night Falling, regia di Giorgio Bruno (2019)
- Chi ha rapito Jerry Calà?, regia di Jerry Calà (2023)

### Documentari
- The last battle of the Alps, regia di Roberto Cena e Fabio Canepa (2010)
- Alla scoperta dei Musei Vaticani con Alberto Angela, regia di Maria Amata Calò e Luca Salmaso (2015) - serie 6 dvd
- Padre Pio, costruttore di misericordia, regia di Cesare Cuppone (2016)
- Heritage, regia di Alberto Gelpi (2017)
- Divina Bellezza. Alla scoperta dell’arte sacra in Italia con Alberto Angela, regia di Maria Amata Calò e Luca Salmaso (2017) - serie 10 dvd

### Televisione
- Cronache Animali (2014)

### Multivisione
- Voci dalla Costituente, regia di Aldo di Russo (2006)
- Garibaldi, regia di Aldo di Russo (2009)
- Alparc, regia di Alex G. Rowbotham (2011)
- Il mondo di Federico II, regia di Aldo di Russo (2011)

## Riconoscimenti
- 2016 - Il premio La Chioma di Berenice[3][6]
  - Miglior colonna sonora per il film Fantasticherie di un passeggiatore solitario
- 2017 - Gdynia Film Festival[4]
  - Migliore Musica Originale per il film The Man With The Magic Box